# Omar Arjoune
Omar Arjoune, né le 1er février 1996 à Casablanca, est un footballeur international marocain qui joue au poste de milieu de terrain à Al Faisaly FC.
Il commence le football en 2007 en rejoignant le centre de formation du itihad tanger. À l'âge de 16 ans, il atteint l'équipe espoir avec laquelle il remporte le championnat national espoirs en 2014 avant d'être prêté à la Renaissance de Berkane la saison suivante. En 2016, il est transféré au Youssoufia de Berrechid avant de rejoindre l'Ittihad de Tanger en 2017 où il remporte le championnat du Maroc. En 2019, il fait son retour au Raja CA, où il remporte un deuxième championnat.

## Biographie

### Carrière en club

#### Jeunesse et débuts
Omar Arjoune voit le jour le 1er février 1996 dans le quartier populaire de Derb Sultan à Casablanca. Il commence à pratiquer le football dans son quartier avant d'intégrer le centre de formation du Raja Club Athletic à l'âge de 11 ans.
Il passe par toutes les catégories au sein du club vert avant d'atteindre l'équipe espoir à seulement 17 ans. Aux côtés de joueurs tels que Badr Benoun, Omar Boutayeb ou Mahmoud Benhalib, et mené par l'ancien joueur des Verts Mohamed Bekkari, le Raja est sacré champion du Maroc des espoirs au terme de la saison 2013-2014.

#### Prêt à la Renaissance de Berkane et retour (2014-2016)
En juillet 2014, et afin de développer son niveau et pour qu'il puisse disputer des matchs plus compétitifs, les dirigeants du club décident de prêter Omar Arjoune durant une année à la Renaissance sportive de Berkane, mené alors par Abderrahim Taleb. 
Avec la présence de joueurs expérimentés à son poste, tels que Larbi Naji, Amine El Kass ou Abdelmoula Berrabeh, Omar peine à s'imposer et ne dispute qu'un seul match cette saison. Le Renaissance atteint la finale de la coupe du trône pour la 2e fois de son histoire avant de s'incliner face au FUS de Rabat sur le score de 2-0. En championnat, l'équipe achève la saison en 9e position.
Au terme de cette saison, il revient à son club après une année de prêt. En juillet, l'entraîneur du Raja, le néerlandais Ruud Krol, convoque Omar Arjoune pour qu'il rejoigne l'équipe première afin d'évaluer ses qualités techniques et physiques.

#### Transfert au Youssoufia de Berrechid (2016-2017)
En juin 2016, il est transféré de manière définitive au Club Athletic Youssoufia Berrechid, évoluant alors en deuxième division. En effet, le jeune joueur n'a pas pu s'imposer au sein d'un milieu de terrain constitués de joueurs de grand calibre, tels que Ahmed Jahouh, Mohammed Ali Bemammer, Lema Mabidi ou encore le capitaine Issam Erraki.
Il gagne rapidement une place de titulaire au sein de sa nouvelle équipe, qui termine 9e du championnat, tandis qu'elle éliminée des seizièmes de finale de la coupe du trône.

#### Confirmation au Ittihad de Tanger (2017-2019)
Le 22 mai 2017, l'Ittihad Riadhi de Tanger annonce la signature de Omar Arjoune d'un contrat de trois saisons.
Le 30 décembre, il est victime d'une élongation aux muscle ischio-jambier contre le Chabab Rif Al Hoceima en championnat qui l'éloigne des terrains pendant un mois.
Avec le club de l'Ittihad de Tanger, il participe à la Ligue des champions de la CAF 2018-2019. Lors de cette compétition, il inscrit un but sur penalty contre les tchadiens du Elect Sport FC à l'occasion du premier tour.

#### Retour au Raja Club Athletic (2019-2022)
Le 27 juin 2019, le Raja annonce le recrutement de Omar Arjoune, en échange, le club débourse une somme de 170.000€ et cède son jeune défenseur Mohamed Ayman Sadil, alors prêté au Youssoufia de Berrechid, au club Tangérois.
Le 24 août au Stade Mohamed V, à l'occasion du premier tour de la Ligue des champions 2019-2020 contre Brikama United FC, Omar dispute son premier match depuis son retour avec le Raja, où il rentre à la place de Ayoub Nanah à la 84e minute.
Le 15 septembre, au titre du deuxième tour de la Ligue des champions contre Al Nasr Benghazi, il dispute sa première rencontre en tant que joueur titulaire, où il est aligné au milieu de terrain aux côtés de Fabrice Ngoma.
Le 11 octobre, le Raja, alors en tête du classement, reçoit les FAR de Rabat lors de l'ultime journée, et a besoin de gagner pour remporter le championnat. Les visiteurs ouvrent le score à quelques minutes de la fin, avant que Abdelilah Hafidi ne remet les pendules à l'heure en inscrivant un doublé, dont un but à la 90e minute, pour offrir le titre au Raja. Omar remporte ainsi son deuxième titre de championnat en 3 ans après le sacre de 2018 avec le club tangérois.
Le 10 juillet 2021, le Raja CA s'impose en finale de la Coupe de la confédération face aux Algériens de la JS Kabylie et d'adjuge son troisième titre de la compétition (victoire, 2-1).

### Carrière en sélection
Il est sélectionné par Abdellah Idrissi pour participer à la Coupe du monde des moins de 17 ans de 2013 organisé aux Émirats arabes unis du 17 octobre 2013 au 8 novembre 2013 . Il fait partie des 11 lionceaux qui terminent à la tête de leur groupe en s'imposant face à la Croatie et face au Panama, et en se contentant d'un match nul face à l'Ouzbékistan, avant de s'incliner contre la Côte d'Ivoire aux huitièmes de finale,.
Le 20 mars 2021, il est appelé par Houcine Ammouta pour rejoindre la sélection nationale locale pour un stage de préparation prévue du 23 au 29 mars. 

## Palmarès
Raja Club Athletic (3)
- Championnat du Maroc
  - Champion en 2019-20.
  - Vice-champion en 2020-21 et 2021-22.
- Coupe de la confédération:
  - Vainqueur en 2021.
- Supercoupe d'Afrique :
  - Finaliste en 2021.
- Coupe arabe des clubs champions :
  - Vainqueur en 2020.

 Ittihad de Tanger (1)
- Championnat du Maroc: 
  - Champion en 2017-18.